# Wanderungsamt
Das Wanderungsamt war eine Behörde des österreichischen Staatsamtes für Inneres und Kultus während der ersten Republik Österreich.
Es existierte vom 5. Februar 1920 bis 1938 und widmete sich der Beratung von österreichischen Auswanderern. Ziel war es, die in der Weltwirtschaftskrise bedrückende Massenarbeitslosigkeit durch gezielte und geförderte Auswanderung zu mildern. Bis Ende 1933 wurde es von Ministerialrat Heinrich Montel, und nach dessen Versetzung in den Ruhestand, von Emil Komers geleitet. Von 1923 bis 1925 leitete Anton Retschek die Auskunftsstelle des Wanderungsamtes.: S. 62 Nach 1938 gingen die Nationalsozialisten zu einer Rückholaktion über, die allerdings wenig erfolgreich war, sondern sogar in eine allgemeine Fluchtbewegung überging.: S. 68